# Niken des Lysander
Die Niken des Lysander sind eine bei Pausanias beschriebene rundplastische Nikengruppe aus zwei Figuren aus Sparta. Der spartanische Feldherr Lysander stiftete die Figurengruppe nach der Schlacht bei Aigospotamoi Ende des 5. Jahrhunderts v. Chr. Archäologisch sind die Statuen nicht überliefert, auch ihr genaues Aussehen ist unbekannt. Sie gelten als polemische „Zitate“ der Nike des Paionios in Olympia.

## Aufstellungskontext
Nach ihrem Sieg über die Athener und ihre Verbündeten in der Schlacht von Tanagra im Jahre 457 v. Chr. stifteten die Spartaner einen goldenen Schild nach Olympia, den sie, zusammen mit einem Inschriftenstein, am First des Zeustempels anbringen ließen.
Dieses Anathem konnte durch die Anbringung am wichtigsten Tempel des Heiligtums von jedem antiken Betrachter deutlich als die verbildlichte Niederlage Athens wahrgenommen werden. Zudem war es am höchsten Punkt des Tempels angebracht, was die Bedeutsamkeit dieses spartanischen Sieges und die Hervorhebung des Zeus als offiziellen Trägers dieses Sieges noch hervorhob. Auch ohne die Inschrift dürfte dem antiken Betrachter die Intention und das ideologische Konzept dieses Anathems bekannt gewesen sein.
Die Herausstellung des spartanischen Sieges ist jedoch nicht allein auf den Dank an die Götter zurückzuführen. Vielmehr ist das Anathem als Zeichen der Überlegenheit des spartanischen Staates gegenüber den Athenern im Peloponnesischen Krieg zu verstehen, die nach außen demonstriert werden sollte.
Vor diesem Hintergrund erlangt die Aufstellung der Nike des Paionios, die eine deutliche antispartanische Intention aufweist, eine besondere Bedeutung. Sie muss als eine bildliche und politische Antwort auf das Anathem der Spartaner gesehen werden, die allein durch die Aufstellung nicht nur den spartanischen Sieg bei Tanagra schmälerte, sondern auch den Kampf um die Vormachtstellung zwischen Athen und Sparta in Bilder fasste. Auf diese Weise wurde der Konflikt zwischen Athen und Sparta auch im Heiligtum von Olympia ausgetragen. Die Nike des Paionios steht in direktem Zusammenhang mit dem so genannten Tanagra-Schild und nimmt konkret Bezug auf das Anathem.
Sicher müssen die Niken des Lysander als eine politische Antwort auf die Nike des Paionios gewertet werden. Das wird deutlich durch die Darstellung der Adler, die als Begleittiere des Zeus in einem Athenaheiligtum zunächst unpassend wirken und sich dadurch erklären lassen, dass hier auf die – bei einem Zeustempel aufgestellte und dementsprechend ebenfalls von einem Adler begleitete – Nike des Paionios verwiesen werden soll. Es wird ein Motiv übernommen, das in Olympia mit einer deutlich antispartanischen Intention behaftet war, um einen Sieg Spartas über Athen zu demonstrieren. 
Ausdrücklich wendete man sich damit von der Intention eines solchen Anathems als reine Dankesgabe an die Gottheit ab. Zwar wurden die Niken des Lysander offiziell der Athena geweiht, der inhaltliche Bezug zu ihr fehlt allerdings völlig. Vielmehr tritt besonders in diesem Fall der historische Aspekt des Anathems in den Vordergrund.
Auch aus dem Weihanlass der Niken des Lysander wird das provokante Konzept des Anathems deutlich. Die Schlacht bei Aigospotamoi brachte die Entscheidung über den Ausgang des Peloponnesischen Krieges und gipfelte in der Kapitulation Athens.
Die Spartaner entschieden sich in polemischer Weise dafür, für die bildliche Darstellung dieses überaus hochgestellten Sieges dasselbe Motiv zu verwenden, das in Olympia eindeutig mit einem antispartanischen Grundgedanken verknüpft war. Sie ließen es zudem in zweifacher Ausführung aufstellen. Diese bewusste Parallelität stellt eine enorme Demütigung des athenischen Staates dar und eine deutliche Herabsetzung bereits errungener athenischer Siege über Sparta.